# Synanthedon fulvipes
Synanthedon fulvipes is een vlinder uit de familie wespvlinders (Sesiidae), onderfamilie Sesiinae.
Synanthedon fulvipes is voor het eerst wetenschappelijk beschreven door Harris in 1839. De soort komt voor in het Nearctisch gebied.